# Bataan (Schiff, 1997)
Die USS Bataan (LHD-5) ist ein amphibisches Angriffsschiff der United States Navy und gehört zur Wasp-Klasse.

## Geschichte

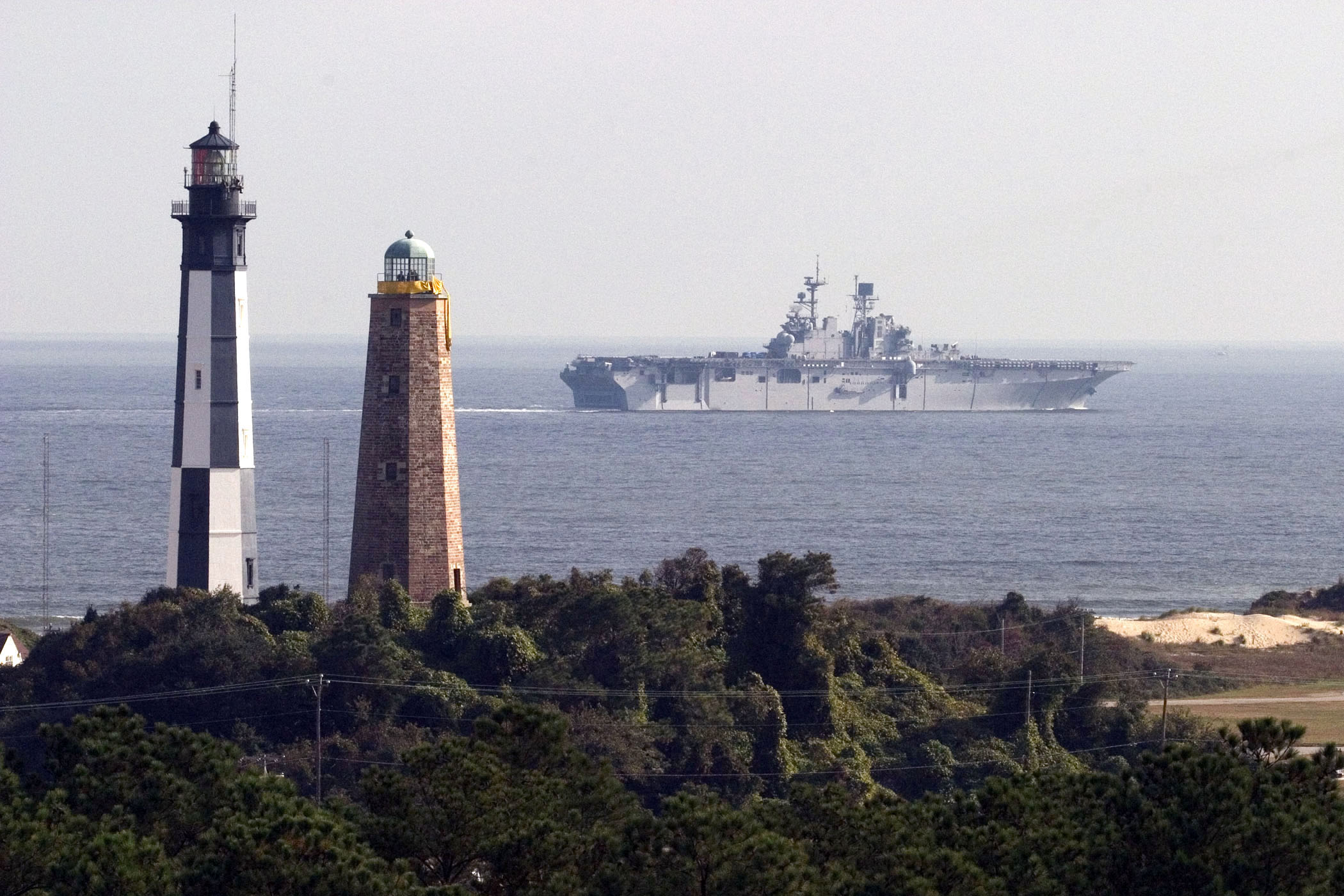
Die Bataan passiert die beiden Leuchttürme am Cape Henry

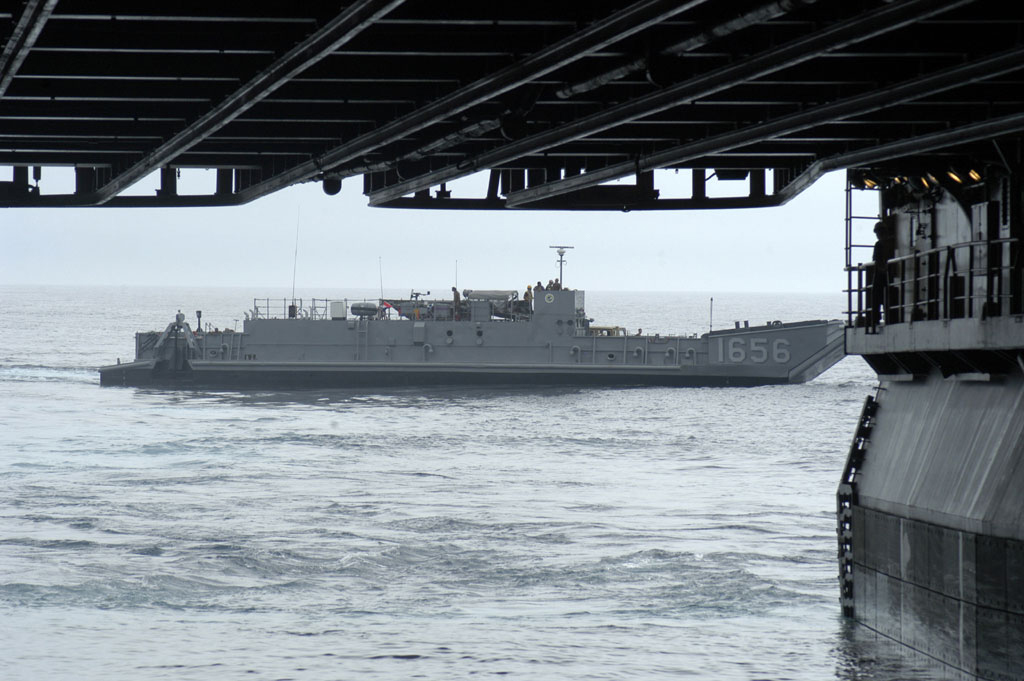
Aussetzen eines Landungsbootes nach Katrina

Die Bataan wurde Ende 1991 bei Ingalls Shipbuilding in Auftrag gegeben und lief dort im März 1996 nach einer Bauzeit von fast zwei Jahren vom Stapel. Der Name des Schiffs bezieht sich auf die Halbinsel Bataan auf den Philippinen, die eine wichtige Rolle im Pazifikkrieg spielte. 1997 wurde die Bataan offiziell bei der Navy in Dienst gestellt.
Von Oktober 2003 bis zum März 2004 fuhr die Bataan eine Tour im Rahmen der Operation Iraqi Freedom. Direkt im Anschluss begann die erste Überholung des Schiffes, die bis Ende 2004 dauerte.
Im Rahmen des Hurrikans Katrina 2005 leistete die Bataan Hilfe. Vor dem Beginn des Sturms wurde das Schiff vor New Orleans stationiert und begann am 30. August mit Hilfsoperationen. Vom Flugdeck operierten zwei Helikopter mit medizinischem Fachpersonal, die Notfallhilfe leisteten. Zusätzlich lieferten die Helikopter von Bord aus Frischwasser und andere Hilfsmaterialien und dienten als Transportmittel.
Im Juni 2006 beendete die Bataan die dreiwöchige Übung Joint Caribbean Lion 2006 in der Karibik, 2007 verlegte man sie im Rahmen einer Expeditionary Strike Group in den Persischen Golf. Am 1. Juli 2008 machte die Bataan in Boston fest, um an den Feierlichkeiten zum Nationalfeiertag am 4. Juli teilzunehmen. Im Frühjahr 2009 verlegte die Bataan ins Mittelmeer und in arabische Gewässer. Anfang 2010 war eine viermonatige Werftliegezeit eingeplant. Stattdessen wurde die Bataan im Januar mit der Carter Hall und der Fort McHenry nach dem Erdbeben in Haiti eingesetzt, um Hilfsgüter auf die Insel zu liefern. Im März 2011 verlegte die Bataan im Rahmen der Operation Odyssey Dawn ins Mittelmeer.
An Bord des Schiffes wurden sogenannte Black Sites betrieben, geheimgehaltene Gefängnisse, die benutzt wurden, um Informationen von entführten Verdächtigen im Rahmen des „Kriegs gegen den Terror“ per Folterung herauszubekommen.
2019 unterstützte die Bataan die Nothilfe auf den von Hurrikan Dorian verwüsteten Bahamas.

## Name und anderes Navy Schiff gleichen Namens
Das Schiff wurde nach der Halbinsel Bataan in den Philippinen benannt. Während der Schlacht um die Philippinen war Bataan das letzte Gebiet, in dem US-Truppen vom Dezember 1941 bis Januar 1942 Widerstand gegen die japanischen Invasionstruppen leisteten. Von 1943 bis 1959 war der Flugzeugträger Bataan in Dienst.